# Saint-Lubin-de-la-Haye

Saint-Lubin-de-la-Haye este o comună în departamentul Eure-et-Loir, Franța. În 1 ianuarie 2022 avea o populație de 950 de locuitori.